# Robin Clegg
Robin Clegg (* 11. August 1977 in Edmonton, Alberta) ist ein ehemaliger kanadischer Biathlet.
Robin Clegg begann 1995 Biathlon zu betreiben. Der Student aus Canmore startet für Chelsea Nordic und wird von Roger Archambault trainiert. Seit 1999 gehört er dem kanadischen Nationalkader an.
Clegg debütierte 1999 als 71. im Sprint in Oberhof im Biathlon-Weltcup. Höhepunkte seiner ersten Saison waren die Europameisterschaften in Zakopane und die Biathlon-Weltmeisterschaften am Holmenkollen in Oslo, ohne dass er dabei jedoch nennenswerte Platzierungen erreichte. Bis heute (2007) nahm Clegg seitdem an allen Welttitelkämpfen teil. Zum ersten Mal in die Weltcup-Punkteränge konnte er innerhalb der Olympischen Winterspiele 2002 von Salt Lake City als 28. im Einzel laufen. Kurz nach den Spielen trat er in Forni Avoltri im Europacup an und wurde hinter Tor Halvor Bjoernstad Zweiter der Verfolgung. In der folgenden Saison, 2002/03, blieb er ohne Weltcuppunkte.
Die Saison 2003/04 sollte Cleggs erfolgreichste werden. Viermal konnte er sich in den Punkten platzieren, zweitbestes Ergebnis bislang überhaupt war ein 18. Platz im Einzel bei den Biathlon-Weltmeisterschaften 2004 in Oberhof. Die Saison beendete er als 52. des Gesamtweltcups. In der folgenden Saison schaffte er sein bislang bestes Ergebnis in einem Weltcup. Im Einzel von Antholz kam er als 17. ins Ziel. 2006 trat Clegg zum zweiten Mal bei Olympischen Spielen an. Doch in Turin war sein bestes Ergebnis ein 36. Platz im Einzel. Clegg profitiert besonders von seinen guten Schießleistungen, durch eine Trefferquote von meist zwischen 75 und 80 % in den einzelnen Saisonen, erreicht er seine besten Ergebnisse vor allem in Disziplinen wie dem Einzel und der Verfolgung, da hier viermal geschossen werden muss. Das beste Weltcupergebnis seiner Karriere und sein gleichzeitig erstes Ergebnis unter den besten Zehn erreichte Clegg bei einem Einzel in der Saison 2007/08 in Pokljuka. 2010 nahm Robin Clegg an den Olympischen Winterspielen teil. Mit der Staffel belegte er Rang 10, es war sein einziger Start. Bei den Kanadischen Meisterschaften 2010 gewann Clegg den Titel im Sprint und wurde Vizemeister mit der Mixed-Staffel.

## Biathlon-Weltcup-Platzierungen
Die Tabelle zeigt alle Platzierungen (je nach Austragungsjahr einschließlich Olympische Spiele und Weltmeisterschaften).
- 1.–3. Platz: Anzahl der Podiumsplatzierungen
- Top 10: Anzahl der Platzierungen unter den ersten zehn (einschließlich Podium)
- Punkteränge: Anzahl der Platzierungen innerhalb der Punkteränge (einschließlich Podium und Top 10)
- Starts: Anzahl gelaufener Rennen in der jeweiligen Disziplin
- Staffel: inklusive Mixed- und Single-Mixed-Staffeln

| Platzierung         | Einzel | Sprint | Verfolgung | Massenstart | Staffel | Gesamt |
| ------------------- | ------ | ------ | ---------- | ----------- | ------- | ------ |
| 1. Platz            |        |        |            |             |         |        |
| 2. Platz            |        |        |            |             |         |        |
| 3. Platz            |        |        |            |             |         |        |
| Top 10              | 1      |        |            |             | 2       | 3      |
| Punkteränge         | 7      | 3      | 5          |             | 21      | 36     |
| Starts              | 31     | 71     | 25         |             | 22      | 149    |
| Stand: Karriereende |        |        |            |             |         |        |

## Weblink
- Robin Clegg in der Datenbank der IBU (englisch)

| Personendaten    | Personendaten        |
| ---------------- | -------------------- |
| NAME             | Clegg, Robin         |
| KURZBESCHREIBUNG | kanadischer Biathlet |
| GEBURTSDATUM     | 11. August 1977      |
| GEBURTSORT       | Edmonton             |